# Liste der Naturdenkmale in Wissen
Die Liste der Naturdenkmale in Wissen nennt die im Gemeindegebiet von Wissen ausgewiesenen Naturdenkmale (Stand 15. Februar 2024).

## Naturdenkmale
| Nr.         | Bezeichnung                                | Lage                                           | Beschreibung | Bild                                    |
| ----------- | ------------------------------------------ | ---------------------------------------------- | --- | --------------------------------------- |
| ND-7132-381 | Eichengruppe auf der Köttingerhöhe         | Paffrath, nördlich des Ortes an der K 132 Lage | Quercus sp. | Fotos hochladen                         |
| ND-7132-382 | Eichengruppe bei dem Hof Hagdorn           | Hagdorn, bei Nr. 1 Lage                        | Quercus sp. | Direkt Bild zu diesem Denkmal hochladen |
| ND-7132-415 | Blutbuche am alten Pfarrhaus in Schönstein | Schönstein, Brixiusstraße, bei Nr. 15 Lage     | Fagus sylvatica | Direkt Bild zu diesem Denkmal hochladen |
| ND-7132-442 | Eiche in Altenbrendebach                   | Altenbrendebach, hinter Nr. 21 Lage            | Quercus petraea, in der zweiten Hälfte des 18. Jahrhunderts gekeimt, Umfang ca. 4,3 m, Höhe ca. 25 m, Kronendurchmesser ca. 30 m | Direkt Bild zu diesem Denkmal hochladen |